# Péré (Charente-Maritime)
Péré foi uma comuna francesa na região administrativa da Nova Aquitânia, no departamento de Charente-Maritime. Estendia-se por uma área de 8,44 km². Em 2010 a comuna tinha 371 habitantes (densidade: 44 hab./km²).
Em 1 de março de 2018, passou a formar parte da nova comuna de Saint-Pierre-la-Noue.